# Mokgacha
Mokgacha est une ville du Botswana.